# Tmarus
Tmarus is een geslacht van spinnen uit de  familie van de Thomisidae (krabspinnen).

## Soorten
- Tmarus aberrans Mello-Leitão, 1944
- Tmarus aculeatus Chickering, 1950
- Tmarus africanus Lessert, 1919
- Tmarus albidus (L. Koch, 1876)
- Tmarus albifrons Piza, 1944
- Tmarus albisterni Mello-Leitão, 1942
- Tmarus albolineatus Keyserling, 1880
- Tmarus alticola Mello-Leitão, 1929
- Tmarus amazonicus Mello-Leitão, 1929
- Tmarus ampullatus Soares, 1943
- Tmarus angulatus (Walckenaer, 1837)
- Tmarus angulifer Simon, 1895
- Tmarus aporus Soares & Camargo, 1948
- Tmarus atypicus Mello-Leitão, 1929
- Tmarus australis Mello-Leitão, 1941
- Tmarus bedoti Lessert, 1928
- Tmarus berlandi Lessert, 1928
- Tmarus bifasciatus Mello-Leitão, 1929
- Tmarus bifidipalpus Mello-Leitão, 1943
- Tmarus biocellatus Mello-Leitão, 1929
- Tmarus bisectus Piza, 1944
- Tmarus borgmeyeri Mello-Leitão, 1929
- Tmarus bucculentus Chickering, 1950
- Tmarus byssinus Tang & Li, 2009
- Tmarus caeruleus Keyserling, 1880
- Tmarus cameliformis Millot, 1942
- Tmarus camellinus Mello-Leitão, 1929
- Tmarus cancellatus Thorell, 1899
  - Tmarus cancellatus congoensis Comellini, 1955
- Tmarus candefactus Caporiacco, 1954
- Tmarus candidissimus Mello-Leitão, 1947
- Tmarus caporiaccoi Comellini, 1955
- Tmarus caretta Mello-Leitão, 1929
- Tmarus caxambuensis Mello-Leitão, 1929
- Tmarus cinerascens (L. Koch, 1876)
- Tmarus cinereus Mello-Leitão, 1929
- Tmarus circinalis Song & Chai, 1990
- Tmarus clavimanus Mello-Leitão, 1929
- Tmarus clavipes Keyserling, 1891
- Tmarus cognatus Chickering, 1950
- Tmarus comellinii Garcia-Neto, 1989
- Tmarus contortus Chickering, 1950
- Tmarus corruptus O. P.-Cambridge, 1892
- Tmarus craneae Chickering, 1965
- Tmarus cretatus Chickering, 1965
- Tmarus curvus Chickering, 1950
- Tmarus decens O. P.-Cambridge, 1892
- Tmarus decoloratus Keyserling, 1883
- Tmarus decorus Chickering, 1965
- Tmarus dejectus (O. P.-Cambridge, 1885)
- Tmarus digitatus Mello-Leitão, 1929
- Tmarus digitiformis Yang, Zhu & Song, 2005
- Tmarus dostinikus Barrion & Litsinger, 1995
- Tmarus ehecatltocatl Jiménez, 1992
- Tmarus elongatus Mello-Leitão, 1929
- Tmarus eques Thorell, 1890
- Tmarus espiritosantensis Soares & Soares, 1946
- Tmarus estyliferus Mello-Leitão, 1929
- Tmarus fallax Mello-Leitão, 1929
- Tmarus farri Chickering, 1965
- Tmarus fasciolatus Simon, 1906
- Tmarus femellus Caporiacco, 1941
- Tmarus floridensis Keyserling, 1884
- Tmarus foliatus Lessert, 1928
- Tmarus formosus Mello-Leitão, 1917
- Tmarus gajdosi Marusik & Logunov, 2002
- Tmarus geayi Caporiacco, 1954
- Tmarus gongi Yin et al, 2004
- Tmarus grandis Mello-Leitão, 1929
- Tmarus guineensis Millot, 1942
- Tmarus hastatus Tang & Li, 2009
- Tmarus hazevensis Levy, 1973
- Tmarus hirsutus Mello-Leitão, 1929
- Tmarus holmbergi Schiapelli & Gerschman, 1941
- Tmarus homanni Chrysanthus, 1964
- Tmarus horvathi Kulczynski, 1895
- Tmarus humphreyi Chickering, 1965
- Tmarus hystrix Caporiacco, 1954
- Tmarus impedus Chickering, 1965
- Tmarus incertus Keyserling, 1880
- Tmarus incognitus Mello-Leitão, 1929
- Tmarus ineptus O. P.-Cambridge, 1892
- Tmarus infrasigillatus Mello-Leitão, 1947
- Tmarus innotus Chickering, 1965
- Tmarus innumus Chickering, 1965
- Tmarus insuetus Chickering, 1965
- Tmarus intentus O. P.-Cambridge, 1892
- Tmarus interritus Keyserling, 1880
- Tmarus jabalpurensis Gajbe & Gajbe, 1999
- Tmarus jelskii (Taczanowski, 1872)
- Tmarus jocosus O. P.-Cambridge, 1898
- Tmarus karolae Jézéquel, 1964
- Tmarus komi Ono, 1996
- Tmarus koreanus Paik, 1973
- Tmarus kotigeharus Tikader, 1963
- Tmarus lanyu Zhang, Zhu & Tso, 2006
- Tmarus lapadui Jézéquel, 1964
- Tmarus latifrons Thorell, 1895
- Tmarus lawrencei Comellini, 1955
- Tmarus levii Chickering, 1965
- Tmarus lichenoides Mello-Leitão, 1929
- Tmarus littoralis Keyserling, 1880
- Tmarus locketi Millot, 1942
  - Tmarus locketi djuguensis Comellini, 1955
- Tmarus longicaudatus Millot, 1942
- Tmarus longipes Caporiacco, 1947
- Tmarus longqicus Song & Zhu, 1993
- Tmarus longus Chickering, 1965
- Tmarus loriae Thorell, 1890
- Tmarus macilentus (L. Koch, 1876)
- Tmarus maculosus Keyserling, 1880
- Tmarus makiharai Ono, 1988
- Tmarus malleti Lessert, 1919
- Tmarus marmoreus (L. Koch, 1876)
- Tmarus menglae Song & Zhao, 1994
- Tmarus menotus Chickering, 1965
- Tmarus metropolitanus Mello-Leitão, 1929
- Tmarus milloti Comellini, 1955
- Tmarus minensis Mello-Leitão, 1929
- Tmarus minutus Banks, 1904
- Tmarus misumenoides Mello-Leitão, 1927
- Tmarus montericensis Keyserling, 1880
- Tmarus morosus Chickering, 1950
- Tmarus mourei Mello-Leitão, 1947
- Tmarus mundulus O. P.-Cambridge, 1892
- Tmarus mutabilis Soares, 1944
- Tmarus natalensis Lessert, 1925
- Tmarus neocaledonicus Kritscher, 1966
- Tmarus nigrescens Mello-Leitão, 1929
- Tmarus nigridorsi Mello-Leitão, 1929
- Tmarus nigristernus Caporiacco, 1947
- Tmarus nigrofasciatus Mello-Leitão, 1929
- Tmarus nigroviridis Mello-Leitão, 1929
- Tmarus ningshaanensis Wang & Xi, 1998
- Tmarus obesus Mello-Leitão, 1929
- Tmarus oblectator Logunov, 1992
- Tmarus obsecus Chickering, 1965
- Tmarus orientalis Schenkel, 1963
- Tmarus pallidus Mello-Leitão, 1929
- Tmarus parallelus Mello-Leitão, 1943
- Tmarus parki Chickering, 1950
- Tmarus paulensis Piza, 1935
- Tmarus pauper O. P.-Cambridge, 1892
- Tmarus perditus Mello-Leitão, 1929
- Tmarus peregrinus Chickering, 1950
- Tmarus peruvianus Berland, 1913
- Tmarus piger (Walckenaer, 1802)
- Tmarus piochardi (Simon, 1866)
- Tmarus pizai Soares, 1941
- Tmarus planetarius Simon, 1903
- Tmarus planifrons Mello-Leitão, 1943
- Tmarus planquettei Jézéquel, 1966
- Tmarus pleuronotatus Mello-Leitão, 1941
- Tmarus plurituberculatus Mello-Leitão, 1929
- Tmarus polyandrus Mello-Leitão, 1929
- Tmarus posticatus Simon, 1929
- Tmarus primitivus Mello-Leitão, 1929
- Tmarus probus Chickering, 1950
- Tmarus productus Chickering, 1950
- Tmarus prognathus Simon, 1929
- Tmarus projectus (L. Koch, 1876)
- Tmarus protobius Chickering, 1965
- Tmarus pugnax Mello-Leitão, 1929
- Tmarus pulchripes Thorell, 1894
- Tmarus punctatissimus (Simon, 1870)
- Tmarus punctatus (Nicolet, 1849)
- Tmarus qinlingensis Song & Wang, 1994
- Tmarus rainbowi Mello-Leitão, 1929
- Tmarus rarus Soares & Soares, 1946
- Tmarus riccii Caporiacco, 1941
- Tmarus rimosus Paik, 1973
- Tmarus rubinus Chickering, 1965
- Tmarus rubromaculatus Keyserling, 1880
- Tmarus salai Schick, 1965
- Tmarus schoutedeni Comellini, 1955
- Tmarus semiroseus Simon, 1909
- Tmarus separatus Banks, 1898
- Tmarus serratus Yang, Zhu & Song, 2005
- Tmarus shimojanai Ono, 1997
- Tmarus sigillatus Chickering, 1950
- Tmarus simoni Comellini, 1955
- Tmarus songi Han & Zhu, 2009
- Tmarus soricinus Simon, 1906
- Tmarus spicatus Tang & Li, 2009
- Tmarus spinosus Comellini, 1955
- Tmarus spinosus Zhu et al., 2005
- Tmarus srisailamensis Rao et al., 2006
- Tmarus staintoni (O. P.-Cambridge, 1873)
- Tmarus stellio Simon, 1875
- Tmarus stolzmanni Keyserling, 1880
- Tmarus striolatus Mello-Leitão, 1943
- Tmarus studiosus O. P.-Cambridge, 1892
- Tmarus taibaiensis Song & Wang, 1994
- Tmarus taishanensis Zhu & Wen, 1981
- Tmarus taiwanus Ono, 1977
- Tmarus tamazolinus Jiménez, 1988
- Tmarus thorelli Comellini, 1955
- Tmarus tinctus Keyserling, 1880
- Tmarus tonkinus Simon, 1909
- Tmarus toschii Caporiacco, 1949
- Tmarus trifidus Mello-Leitão, 1929
- Tmarus trituberculatus Mello-Leitão, 1929
- Tmarus truncatus (L. Koch, 1876)
- Tmarus tuberculitibiis Caporiacco, 1940
- Tmarus undatus Tang & Li, 2009
- Tmarus unicus Gertsch, 1936
- Tmarus vachoni Millot, 1942
- Tmarus variabilis (L. Koch, 1876)
- Tmarus variatus Keyserling, 1891
- Tmarus verrucosus Mello-Leitão, 1948
- Tmarus vertumus Chickering, 1965
- Tmarus vexillifer (Butler, 1876)
- Tmarus villasboasi Mello-Leitão, 1949
- Tmarus viridis Keyserling, 1880
- Tmarus vitusus Chickering, 1965
- Tmarus wiedenmeyeri Schenkel, 1953
- Tmarus yaginumai Ono, 1977
- Tmarus yani Yin et al., 2004
- Tmarus yerohamus Levy, 1973
- Tmarus yiminhensis Zhu & Wen, 1981